# Hogna lupina
Hogna lupina là một loài nhện trong họ Lycosidae.
Loài này thuộc chi Hogna. Hogna lupina được Ferdinand Karsch miêu tả năm 1879.